# ثنائي أكسيد الكبريت
ثنائي أكسيد الكبريت وهو أحد أكاسيد الكبريت، وهو مركب كيميائي له الصيغة SO2، ينتج طبيعياً من البراكين وصناعياً من العديد من العمليات الصناعية ومن حرق المشتقات النفطية التي تحوي على مركبات الكبريت. يعد ثنائي أكسيد الكبريت من الملوثات حيث يعد من أحد مسببات الأمطار الحامضية. 

## التحضير
ينتج ثنائي أكسيد الكبريت من حرق فلز الكبريت :
S8 + 8O2 → 8SO2
إن ناتج حرق كبريتيد الهيدروجين ومركبات الكبريت العضوية تعطي نفس النتيجة.
2H2S (g) + 3O2g) → 2H2O (g) + 2SO2 (g)
إن تحميص معادن الكبريتيدات مثل البيريت، السفاليريت وغيرها تنتج SO2 أيضاً:
4FeS2 (s) + 11O2 (g) → 2Fe2O3 (s) + 8SO2 (g)
2ZnS (s) + 3O2 (g) → 2ZnO (s) + 2SO2 (g)
HgS (s) + O2 (g) → Hg (g) + SO2 (g)
يصدر ثنائي أكسيد الكبريت كناتج ثانوي من إنتاج إسمنت سيليكات الكالسيوم:
حيث تسخن CaSO4 مع فحم الكوك والرمل:
2CaSO4 (s) + 2SiO2 (s) + C (s) → 2CaSiO3 (s) + 2SO2 (g) + CO2 (g)
إن أثر حمض الكبريتيك الساخن على برادة النحاس تعطي غاز ثنائي أكسيد الكبريت.
Cu (s) + 2H2SO4 (aq) → CuSO4 (aq) + SO2 (g) + 2H2O (l)

## معرض صور

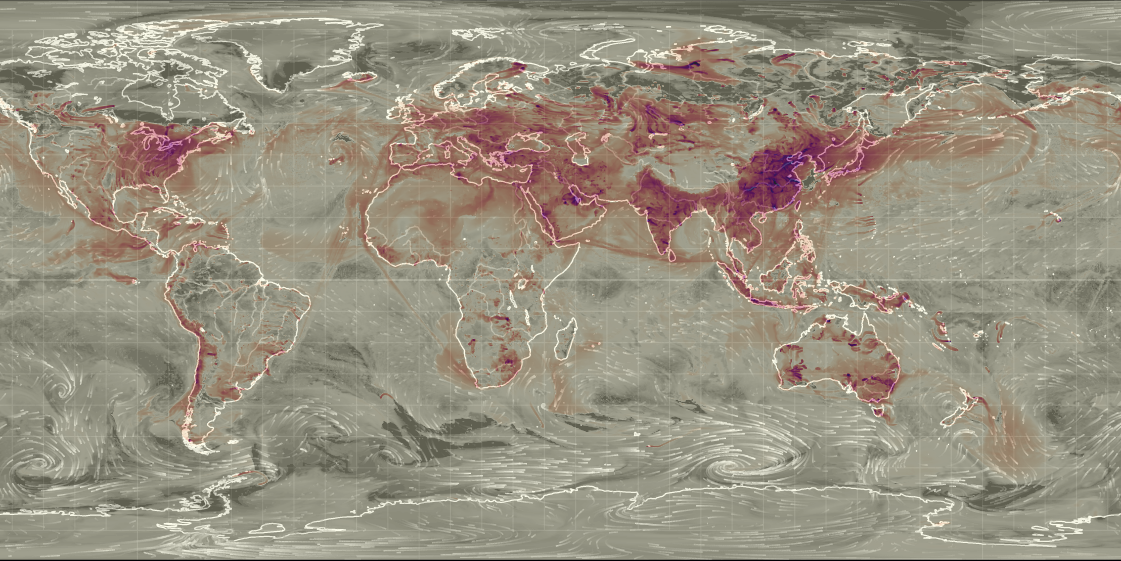
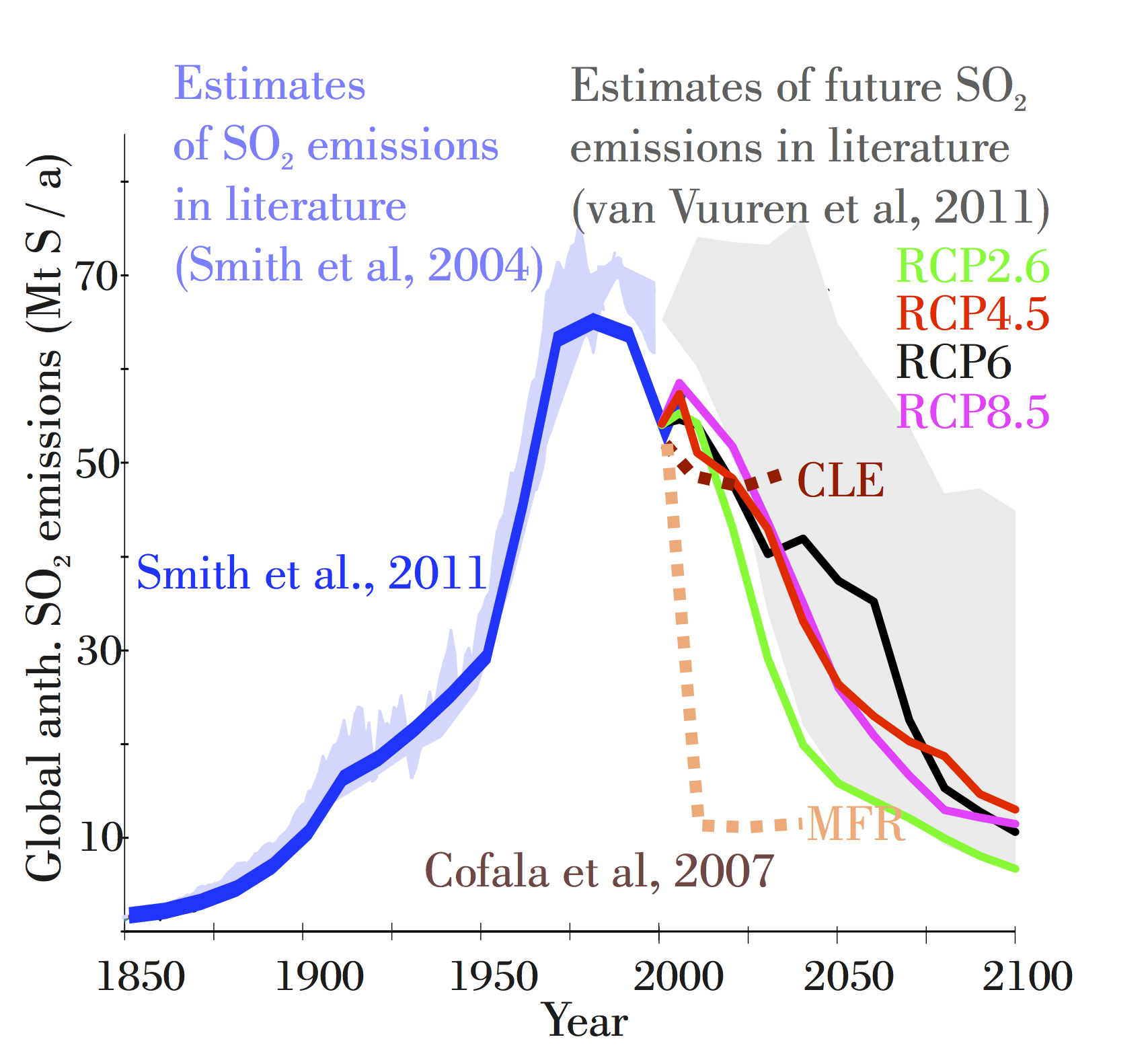
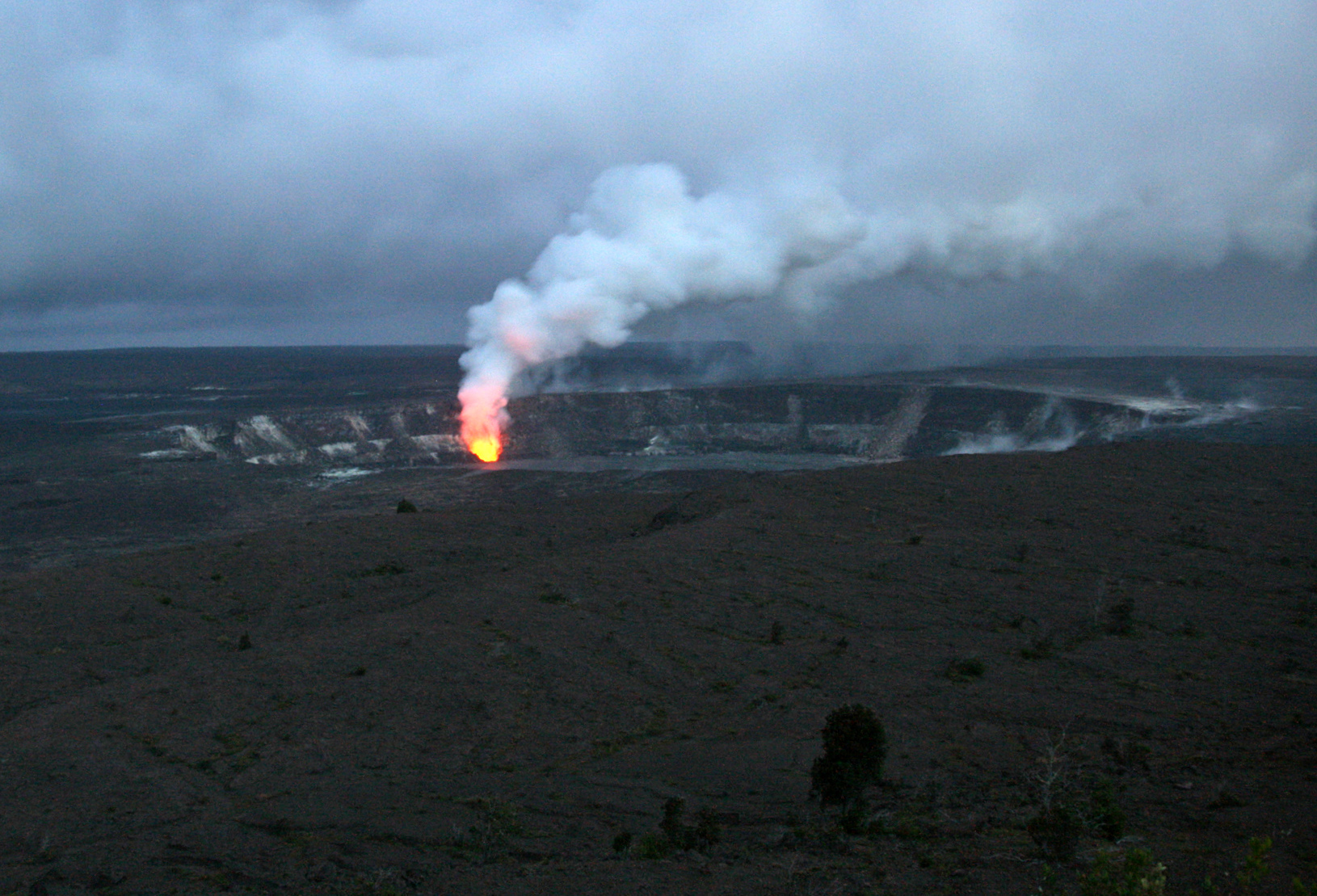